# Distrito Antonio Maceo
El Distrito Urbano Número 3 Antonio Maceo es uno de los seis distritos en los que se divide la ciudad de Santiago de Cuba. Se trata de la zona sur de la ciudad.

## Detalles
Fue fundado el 16 de noviembre de 1988 y debe su nombre al insigne prócer independentista Antonio Maceo, nacido en esta ciudad.
Aquí se encuentra el Castillo de San Pedro de la Roca, declarado Monumento nacional en 1979 y Patrimonio de la Humanidad en 1997, considerado el mejor y más completo ejemplo de las construcciones militares españolas en el Nuevo Mundo.
Abarca el Centro Urbano Antonio Maceo y los repartos Versalles, Veguita de Galo, Mariana de la Torre, Los Cangrejitos, Vista Hermosa, Palau, Asunción, Villalón, Municipal, Dessy, Chicharrones, Flores, Ciudamar, Punta Gorda, Ateneo, Nuevo Santiago, Aguadores, El Polvorín, Luis Dagnesses y Altamira.

## Sitios relevantes
- Marina Marlín
- Castillo de San Pedro de la Roca (declarado Monumento nacional en 1979 y Patrimonio de la Humanidad en 1997)
- Escuela de Artes y Oficios Antonio Maceo (declarado Monumento Nacional en el año 2000)
- Aeropuerto Internacional Antonio Maceo
- Cayo Granma
- Reparto Punta Gorda
- Reparto Ciudamar
- Parque Frank País
- Hotel Versalles
- Hotel Punta Gorda
- Club Bahía
- Hotel Balcón del Caribe
- Cabaret San Pedro

## Religión
Templos católicos:
- Capilla Don Bosco, sede de la Parroquia María Auxiliadora (Reparto Mariana de la Torre)
- Santuario Diocesano de San José y San Rafael (Cayo Granma)
- Capilla Virgen de la Medalla Milagrosa (Reparto Vista Hermosa)

Templos evangélicos:
- Tercera Iglesia Bautista (Reparto Vista Hermosa)
- Iglesia Ejército de Salvación (Reparto Mariana de la Torre)
- Iglesia Episcopal San Pedro (Reparto Asunción)
- Iglesia Episcopal Santa María (Reparto Veguita de Galo)
- Iglesia Metodista Wesley (Reparto Altamira)

## Estadísticas (2020)[1]
| CONCEPTO                         | Total Extensión superficial (km2) | Cayos Adyacentes Extensión superficial (km2) | Área de tierra Firme Extensión superficial (km2) | Población Residente (U) | Densidad de población (hab/km2) |
| Distrito Urbano #3 Antonio Maceo | 35,48                             | 0,10                                         | 35,38                                            | 112 917                 | 3 182,6                         |
| Altamira                         | 6,50                              | -                                            | 6,50                                             | 20 122                  | 3 095,7                         |
| Vista Hermosa                    | 2,18                              | -                                            | 2,18                                             | 23 227                  | 10 654,6                        |
| Veguita de Galo                  | 2,40                              | -                                            | 2,40                                             | 15 011                  | 6 254,6                         |
| Chicharrones                     | 4,90                              | -                                            | 4,90                                             | 21 707                  | 4 430,0                         |
| Flores                           | 1,10                              | -                                            | 1,10                                             | 24 257                  | 22 051,8                        |
| Ciudamar                         | 18,40                             | 0,10                                         | 18,30                                            | 8 593                   | 467,0                           |